# Lothar de Maizière
Lothar de Maizière (Nordhausen, 2 de marzo de 1940) es un político alemán, descendiente de hugonotes. Es conocido por haber sido el último jefe de Gobierno de la República Democrática Alemana (RDA).

## Biografía
Nacido en Nordhausen (Turingia), de 1959 a 1965 estudió Música (Viola) y de 1965 a 1975 actuó en varias orquestas, entre otras en la Orquesta Sinfónica de Radio Berlín, para más tarde, de 1969 a 1975 estudiar Derecho por correspondencia, carrera de la que se licenció en 1975.
Siendo joven se afilió a la Unión Cristiano Demócrata de la RDA (CDU) y en 1989, tras la caída del histórico líder Gerald Götting, de Maizière fue elegido nuevo dirigente de la CDU. En las elecciones de marzo de 1990, las primeras celebradas sin el monopolio del SED, salió elegido diputado en la Volkskammer o Cámara Popular, y un mes después el nuevo Parlamento lo eligió presidente del Consejo de Ministros de la RDA.
Tras el inesperado éxito de la CDU en las elecciones, Lothar de Maizière formó un Gobierno de "gran coalición" junto a otros partidos, como el SPD o los liberales del FDP. Como jefe de Gobierno, se ocupó de negociar con el canciller Helmut Kohl los términos de la reunificación con la República Federal de Alemania. Desde el acceso al poder de Maizière, el proceso de reunificación con la Alemania Occidental se aceleró considerablemente.
Después de la integración de la RDA en la RFA se adhirió junto con su partido a la CDU occidental y fue nombrado Ministro federal de Asuntos Especiales del Gobierno federal. Fue acusado de ser colaborador informal de la Stasi como el agente "Czerni", y se llegó a publicar que su archivo personal en la Stasi había sido destruido en diciembre de 1989. A consecuencia de la enorme presión a la que se vio sometido, dimitió de todos sus cargos en noviembre de 1991 y se retiró de la vida pública.
Es primo del exministro de la CDU Thomas de Maizière.